# ماريا سالفياتي
ماريا سالفياتي (17 يوليو 1499 - 29 ديسمبر 1543)؛ كانت نبيلة فلورنسية بحيث أنها ابنة لوكريسيا دي لورينزو دي ميديشي وياكوبو سالفياتي، تزوجت من جيوفاني دالي باندي نيري وهما والدا كوزيمو الأول دي ميديشي، توفي زوجها في 30 نوفمبر 1526 وتركها أرملة في سن السابعة والعشرين، ولم تتزوج سالفياتي مرة أخرى أبدًا؛ بعد وفاة زوجها ارتدت زي الراهبات، وهو ما نتذكره اليوم حيث تظهرها في العديد من الصور المتأخرة وهي ترتدي الأسود والأبيض، وكما له تأثير في الطب.
عندما اغتيل ابن خالها أليساندرو دي ميديشي عام 1537 والذي بوفاته انقرض الفرع الأكبر، استخدمت ماريا علاقاتها العائلية للمشاركة في الاجتماعات لتحديد دوق فلورنسا التالي، بحيث لعبت دورًا رئيسيًا في انتخاب ابنها الوحيد كخليفته.